# Lenzer Horn
Das Lenzer Horn oder Lenzerhorn ⓘ ist ein 2906 m ü. M. hoher Berg südöstlich der Lenzerheide im Kanton Graubünden in der Schweiz. Dank seiner freistehenden Lage hat man auf dem Gipfel eine hervorragende Panoramasicht auf die Lenzerheide und das Oberhalbstein.

## Lage und Umgebung
Das Lenzer Horn gehört zur Kette Lenzer Horn-Erzhorn, einer Untergruppe der Plessuralpen. Über dem Gipfel verläuft die Gemeindegrenze zwischen Lantsch/Lenz und Albula/Alvra. Das Lenzer Horn wird im Südosten durch das Albulatal und im Westen durch das Tal der Lenzerheide eingefasst. Es bildet eine markante Fels- und Schuttpyramide mit drei Hauptgraten: dem Nordwestgrat, der aus den Wäldern östlich der Lenzerheide aufsteigt, dem Nordostgrat, der zum Piz Mosch abfällt, und dem Südgrat, der die Verbindung zum Piz Linard herstellt.
Zu den Nachbargipfeln gehören das Parpaner Rothorn, das Aroser Rothorn und die Pizza Naira im Norden, Piz Mosch und Piz Mulain im Osten sowie der Piz Linard im Süden.
Talorte sind die Lenzerheide, Lantsch/Lenz und Alvaneu.

## Routen zum Gipfel
Die Routen verlaufen über die Grate, denn die Flanken bestehen aus Felsstufen, durchsetzt mit Schuttbändern, was ihre Begehung mühsam und gefährlich macht.

### Über den Nordwestgrat
Normalroute

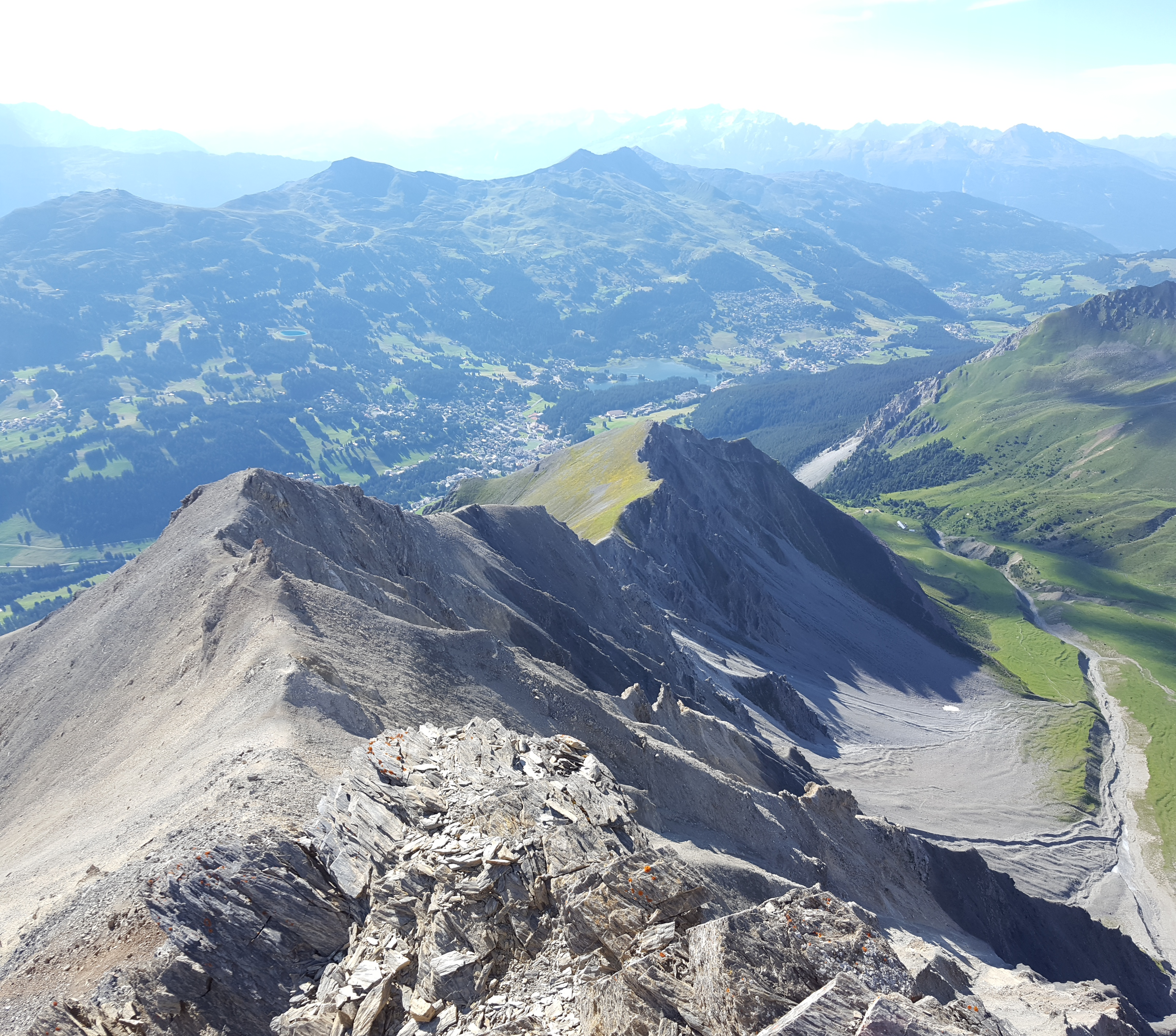
Nordwestgrat.

- Ausgangspunkt: Lenzerheide (1473 m)
- Via: Alp Sanaspans (2050 m ü. M.)
- Schwierigkeit: T5 / L, als Alpine Route weiss-blau-weiss markiert (Bis Alp Sanaspans als Wanderweg weiss-rot-weiss markiert)
- Zeitaufwand: 4 Stunden
- Bemerkung: Der Gipfelaufschwung setzt einige Gewandtheit im Fels voraus.

### Über den Nordostgrat

Lenzer Horn mit Nordostgrat (links), Nordwestgrat (rechts) und Alp Sanaspans (Mitte) auf einer Flugaufnahme von 1925.

- Ausgangspunkt: Piz Mosch (2728 m)
- Schwierigkeit: BG
- Zeitaufwand: 1½ Stunden (6 Stunden von Alvaneu, 5¾ Stunden von Brienz/Brinzauls, 5 Stunden von der Lenzerheide)
- Bemerkung: Der Nordostgrat ist mit brüchigen Zähnen gespickt.

### Über den Ostsporn
- Ausgangspunkt: Brienz/Brinzauls (1144 m)
- Via: Pigni (1430 m), Hetta da las Nuorsas (1982 m), Alp Manuir (2251 m)
- Schwierigkeit: BG
- Zeitaufwand: 5 Stunden

### Über den Südgrat

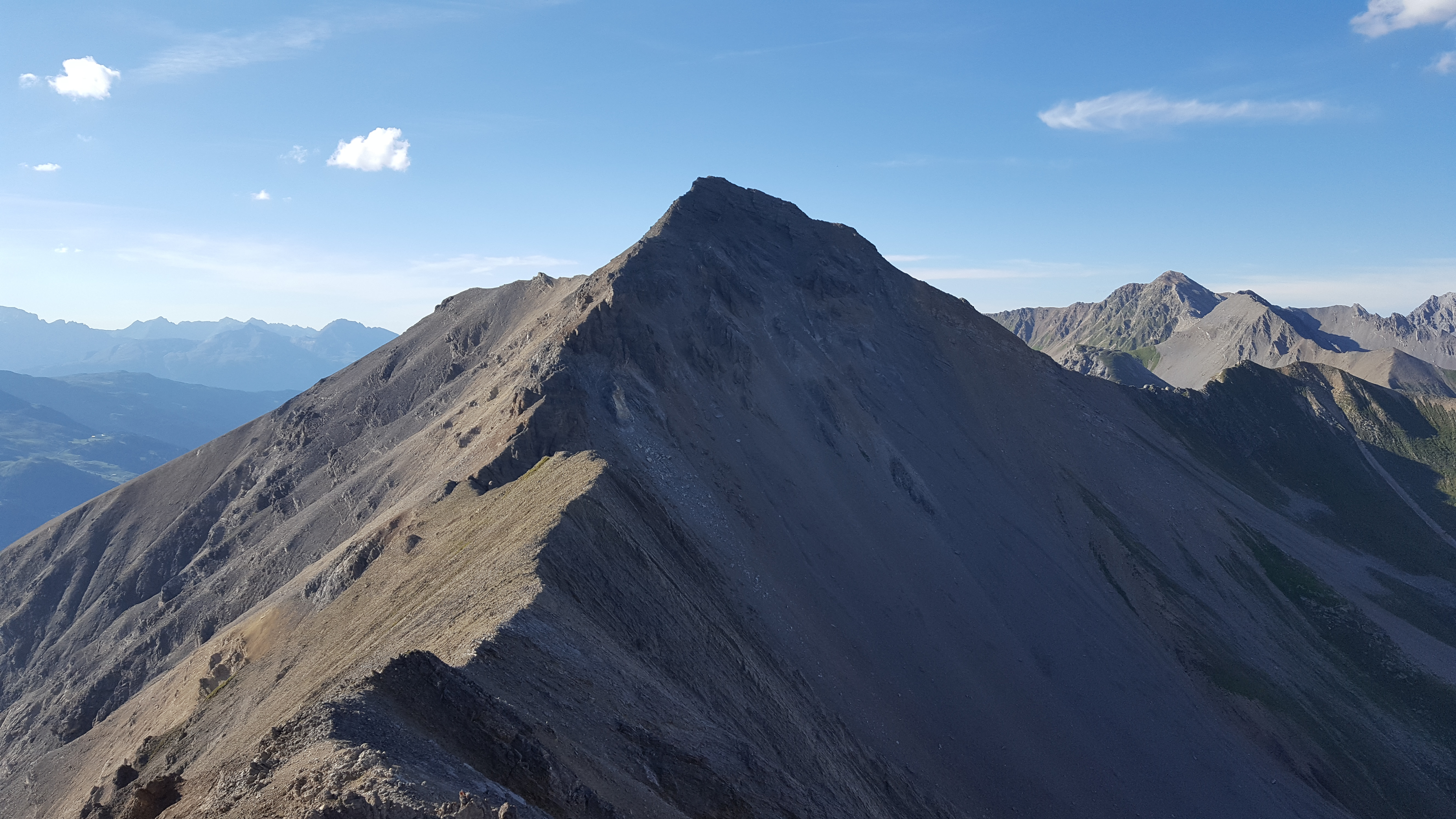
Blick vom Piz Linard über den Südgrat zum Lenzer Horn.

- Ausgangspunkt: Piz Linard (2767 m)
- Schwierigkeit: BG
- Zeitaufwand: 1½ Stunden
- Bemerkung: Routen zum Piz Linard siehe im Artikel Piz Linard

### Durch die Westflanke
- Ausgangspunkt: P. 1423 an der Strasse Lantsch/Lenz-Lenzerheide/Lai
- Via: Arsas (1892 m), Crons, Nordwestgrat
- Schwierigkeit: BG
- Zeitaufwand: 4 Stunden

## Panorama
Gegen Westen hat man eine weite Sicht bis zum Dom in den Walliser Alpen sowie zu den Berner Alpen mit beispielsweise dem Finsteraarhorn und dem 125 km weit entfernten Aletschhorn. Im Osten sieht man Silvretta, die Ortlergruppe und rechts davor den markanten Piz Kesch. Der am weitesten entfernte, vom Lenzer Horn sichtbare Punkt ist jedoch im Norden in 190 km Entfernung auszumachen. Es handelt sich um eine 861 m hohe Erhebung, auf der die ehemalige Höhenburg Hohengenkingen stand.

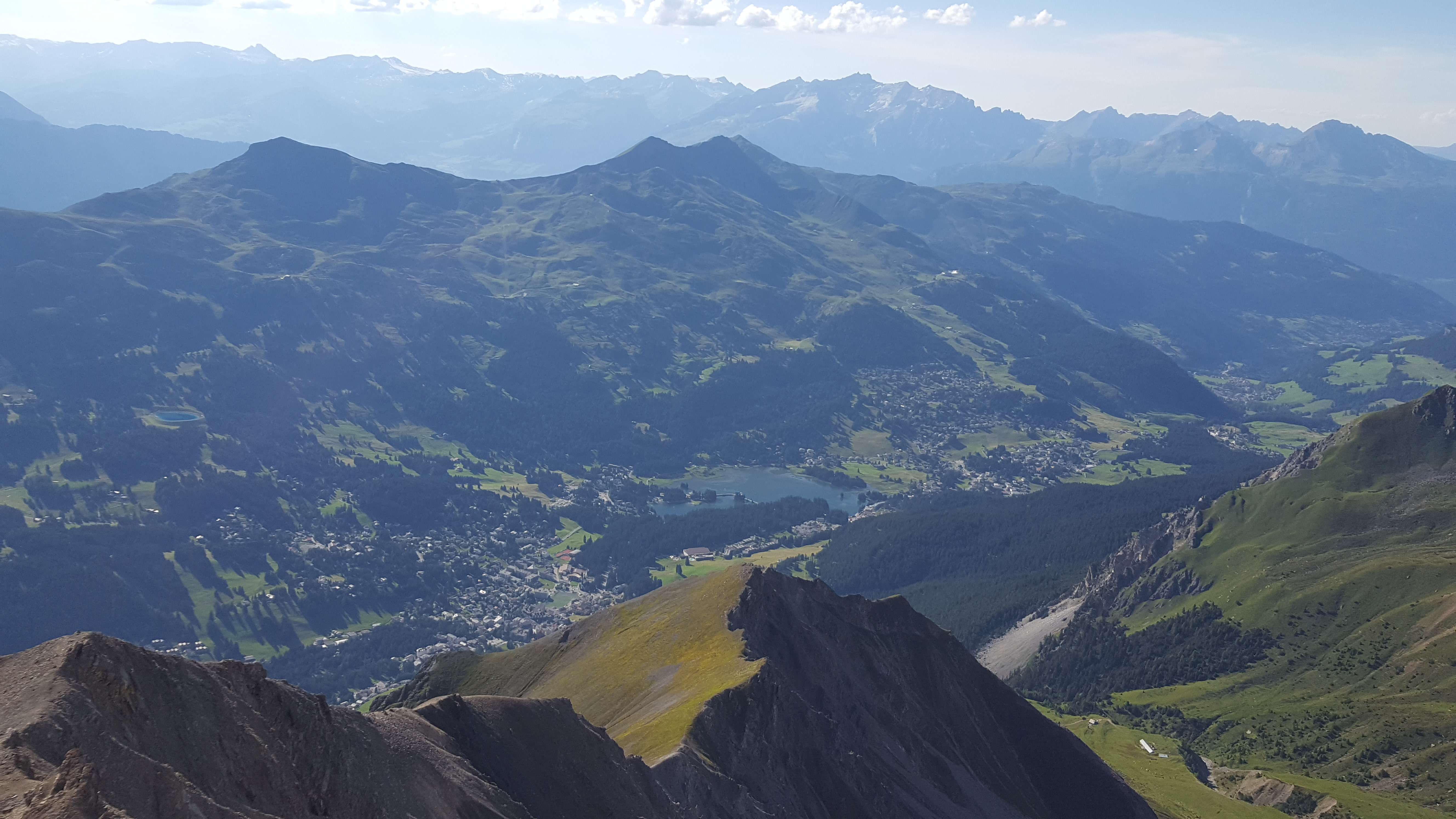
Aussicht vom Lenzer Horn auf die Lenzerheide.
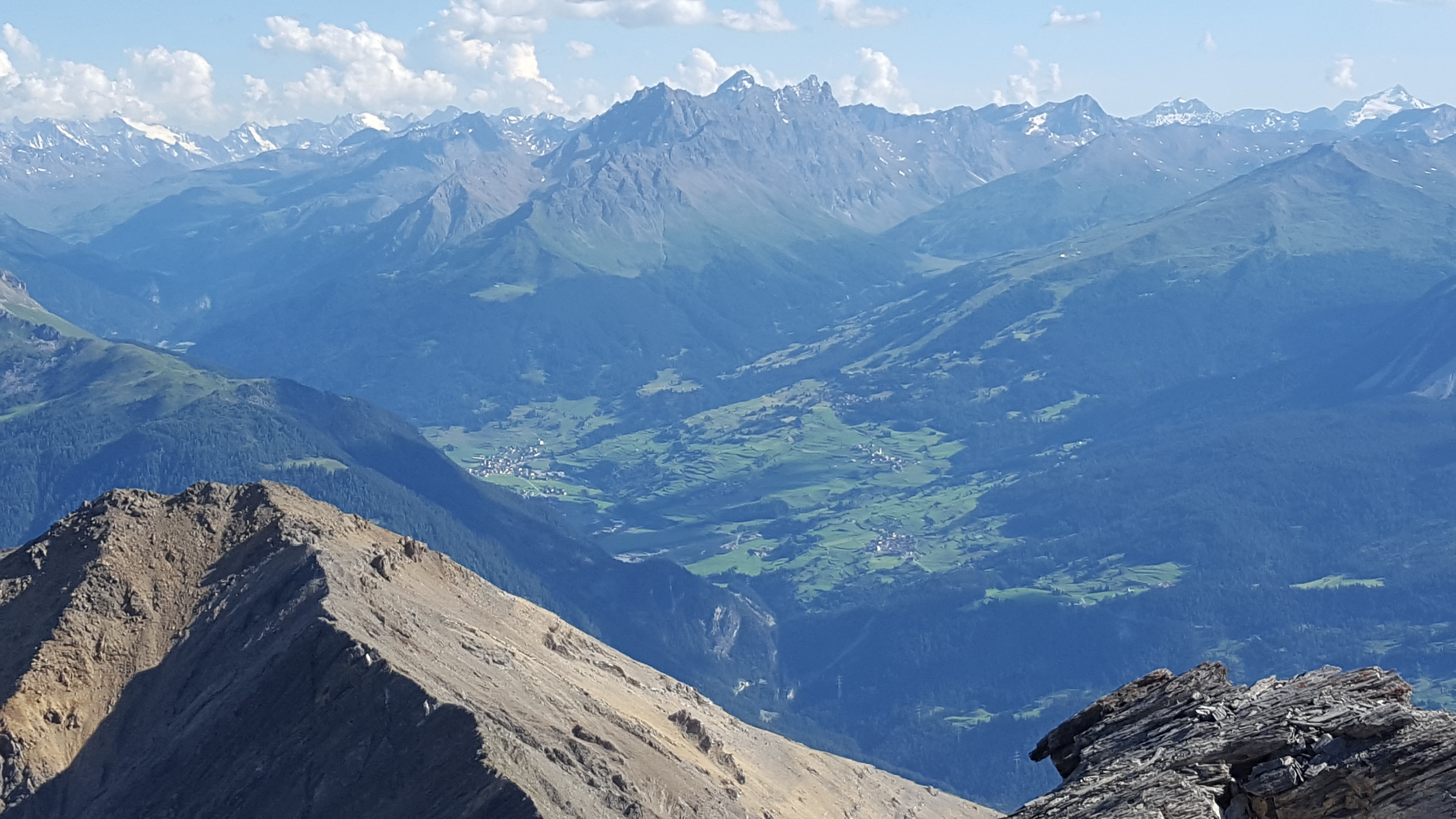
Aussicht vom Lenzer Horn ins Oberhalbstein.
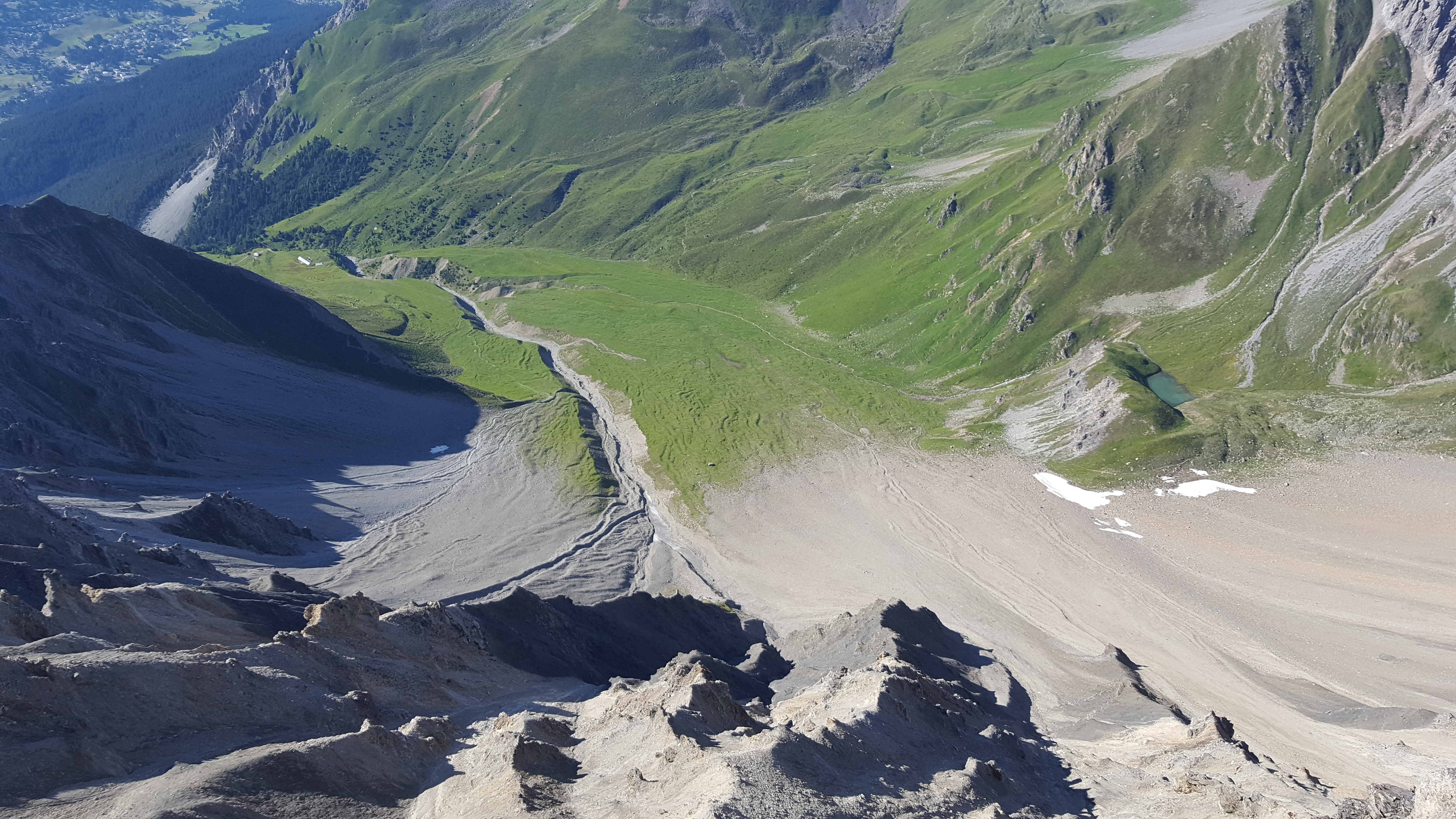
Blick in die Alp Sanaspans.
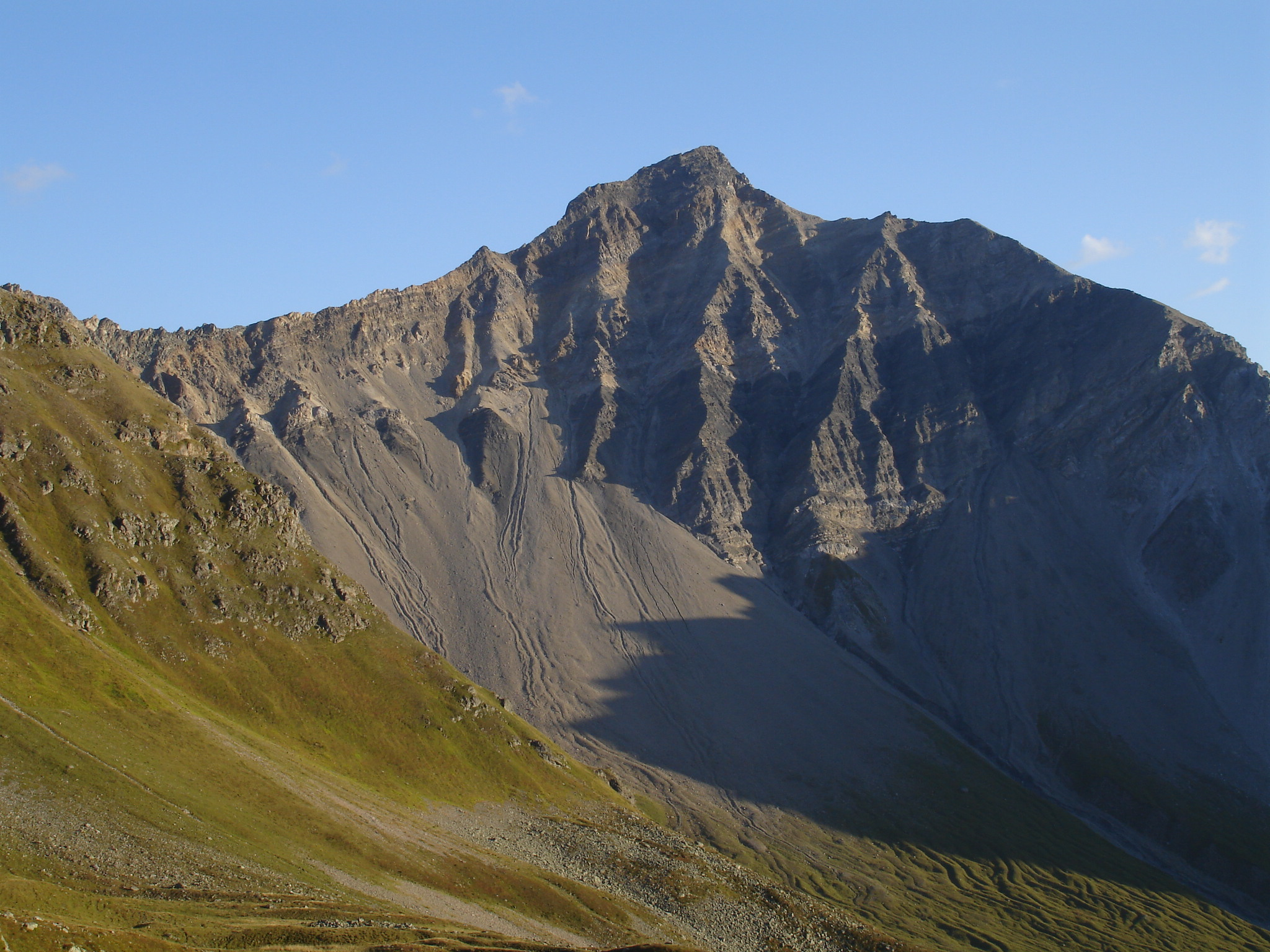
Lenzerhorn von Norden, aus der Nähe des Sees Lai Plang Bi aufgenommen